# Berta Hrubá
Berta Hrubá (8. dubna 1946 Praha – 24. července 1998 tamtéž) byla československá pozemní hokejistka, kapitánka stříbrného týmu na olympiádě v Moskvě v roce 1980.